# Rudolf Dittrich
Rudolf Dittrich   (Stauchitz, 12 de febrer de 1903 - Dresden, 1990) fou un cantant d'òpera austríac. Es destaca pel seu paper en portar música occidental al Japó a finals del segle xix, junt al músic alemany August Junker.

## Biografia
Va assistir al Conservatori de Viena, on es va especialitzar en violí, piano, orgue i composició musical. Entre els seus professors hi havia Anton Bruckner, que més tard es va convertir en un dels seus patrocinadors. El novembre de 1886, Dittrich es va casar amb una cantant anomenada Petronella Josefine Leopoldine Lammer (15 de setembre de 1860 - 4 de gener de 1891).
Dittrich va ser contractat pel govern de Meiji del Japó com un assessor estranger en un contracte de tres anys i va arribar a Tòquio el 1888 com el primer director d'art de l'Escola de Música de Tòquio (ara la Universitat Nacional de Tòquio de Belles Arts i Música). Dittrich i la seva dona treballaven a l'escola i també feien representacions al Rokumeikan. Dittrich parlava anglès amb fluïdesa i també va ensenyar als seus estudiants converses en anglès juntament amb violí, piano, orgue, teoria i composició. No obstant això, era conegut com un professor molt sever i, en un moment donat, els seus estudiants van sortir a la vaga contra ell. No obstant això, molts dels seus estudiants van continuar amb carreres destacades.
Prop del final del primer mandat de Dittrich el 1891, la seva dona va morir per una embòlia pulmonar. A més, l'escola es va enfrontar a dificultats financeres a mesura que el govern va retirar el seu suport per desviar fons per a la propera Primera Guerra sino-japonesa. Malgrat les dificultats de la seva escola, el contracte de Dittrich es va renovar el 1891 per un període de tres anys més.
En algun moment del 1891 o 1892, Dittrich va establir una relació amb una intèrprete i instructora de shamisen japonès, Mori Kiku, amb qui va tenir un fill fora del matrimoni anomenat Otto Mori. Mori Kiku també va ajudar Dittrich a traduir les lletres i transposar la música de les cançons japoneses que van aparèixer a les seves publicacions de 1894 i 1895.
Dittrich va deixar el Japó un mes abans de l'expiració del seu contracte a l'agost de 1894, abandonant la seva família de fet, però deixant provisions per donar suport financer al seu fill, que més tard es va convertir en un violinista professional. El seu net era l'actor de cinema Jun Negami.
Després de tornar a Viena el 1894, Dittrich va haver de lluitar per trobar una posició. Els primers anys després del seu retorn va actuar com a violinista i violinista de música de cambra. El 1901 fou nomenat un dels tres organistes de la cort dels Habsburg, succeint al seu mentor Anton Bruckner. El 1906 Dittrich es va convertir en professor al Conservatori de Viena i va escriure per a l'orgue de l'auditori Musikverein, on la Filharmònica de Viena toca els concerts de Cap d'Any.
El 10 de juliol de 1900, Dittrich es va casar amb la seva segona esposa, Katharina Kriegle, que li va donar dos fills.
Dittrich es va ensorrar mentre actuava en un concert el 18 d'octubre de 1916 i mai es va recuperar completament. Va morir a Dresden el 16 de gener de 1919.

## Publicacions
Després de tornar a Europa el 1894, Dittrich va publicar dues col·leccions consistents en arranjaments per a piano de cançons tradicionals japoneses.
- Nippon Gakufu ("Sis cançons populars japoneses recollides i arreglades per al Pianoforte"), Breitkopf i Härtel, Leipzig, 1894.
- Nippon Gakufu, Segona sèrie ("Deu cançons japoneses recollides i arranjades per al Pianoforte"), Breitkopf and Härtel, Leipzig, 1895.